# Justiniana Prima

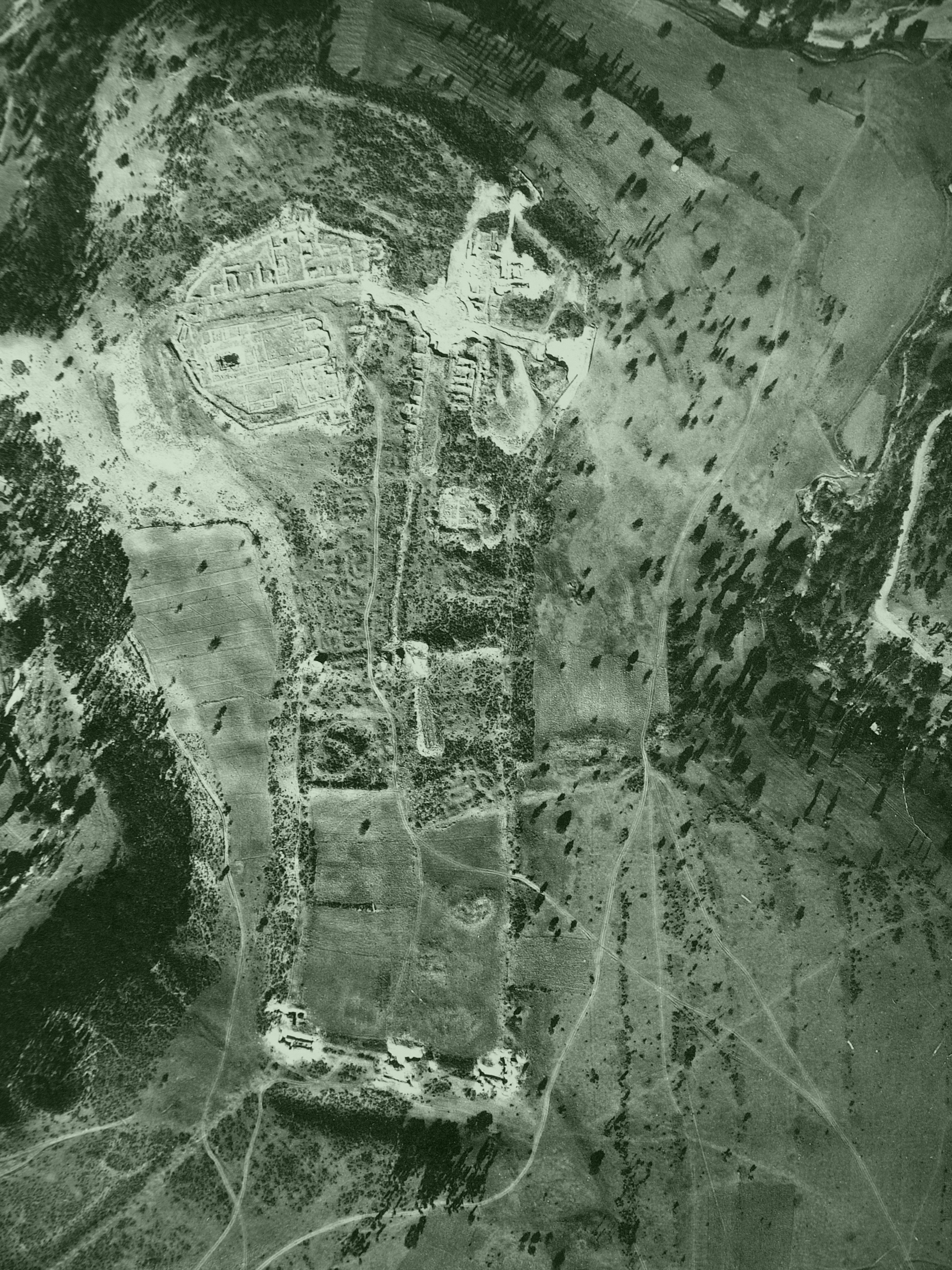
Imagen aérea tomada en 1937.

Justiniana Prima (en idioma serbio, Царичин град ó Caričin Grad) fue una ciudad del imperio bizantino que existió entre 535 y 615, quedando actualmente las ruinas cerca de Lebane, al sur de Serbia. Fue fundada por el emperador Justiniano I y sirvió como sede de un arzobispado con jurisdicción sobre los balcanes centrales.
En 1979 las ruinas de Justiniana Prima fueron incluidas en la lista de Lugares Arqueológicos de Excepcional Importancia de Serbia, bajo la protección de la República de Serbia.